# Phorbia tysoni
Phorbia tysoni är en tvåvingeart som beskrevs av Ackland 1967. Phorbia tysoni ingår i släktet Phorbia och familjen blomsterflugor.
Artens utbredningsområde är Nepal. Inga underarter finns listade i Catalogue of Life.